# كونغرس فرجينيا الغربية
كونغرس فيرجينيا الغربية (بالإنجليزية: West Virginia Legislature)   هي الهيئة التشريعية لفيرجينيا الغربية، التي تعقد داخل مقر الولاية في فيرجينيا الغربية، تتكون من المجلس الأعلى  مجلس شيوخ فيرجينيا الغربية 
الذي يضم 34 مقعداً، والمجلس الأدنى مجلس مندوبين فرجينيا الغربية  الذي يضم 100 مقعداً.